# Rue Charcot
La rue Charcot est une voie du 13e arrondissement de Paris.

## Situation et accès
La rue est accessible par la ligne 14 à la station Bibliothèque François-Mitterrand et par la ligne C du RER à la gare de la Bibliothèque François-Mitterrand.

## Origine du nom
Elle porte le nom de Jean-Martin Charcot (1825-1893), médecin français, auteur de travaux sur les maladies du système nerveux.

## Historique
Cette voie ouverte par la Compagnie des chemins de fer d'Orléans, sous le nom de « rue des Sous-Vaillantes », est cédée, par arrêté du 28 décembre 1894, à la ville de Paris qui lui donne, à cette occasion, son nom actuel. 
Par décret du 15 novembre 1912, elle est prolongée, de la rue Dunois à la place Jeanne-d'Arc.
Dans le cadre de l’opération d'aménagement de la ZAC Paris Rive Gauche, la rue est prolongée jusqu'à l'avenue de France en 2019 par la nouvelle rue Alphonse-Boudard et donne accès au récent jardin Françoise-Mallet-Joris.

## Bâtiments remarquables et lieux de mémoire
- La rue débouche sur l'église Notre-Dame-de-la-Gare située sur la place Jeanne-d'Arc.
- Le jardin Françoise-Mallet-Joris et la promenade Claude-Lévi-Strauss ;
- Le parvis Alan-Turing qui héberge la Station F ;
- La place Grace-Murray-Hopper.

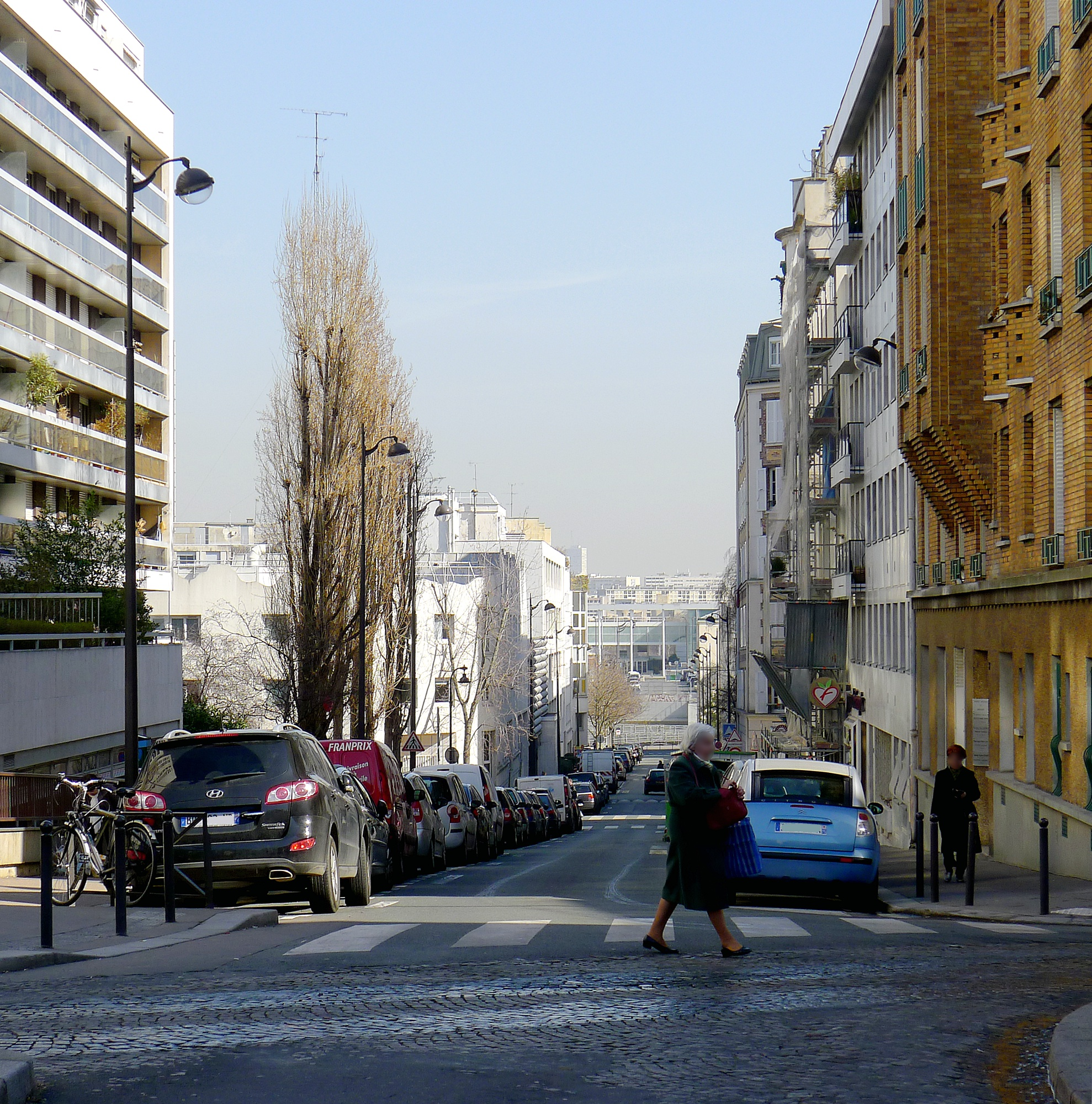
Rue Charcot vue depuis la place Jeanne-d'Arc.
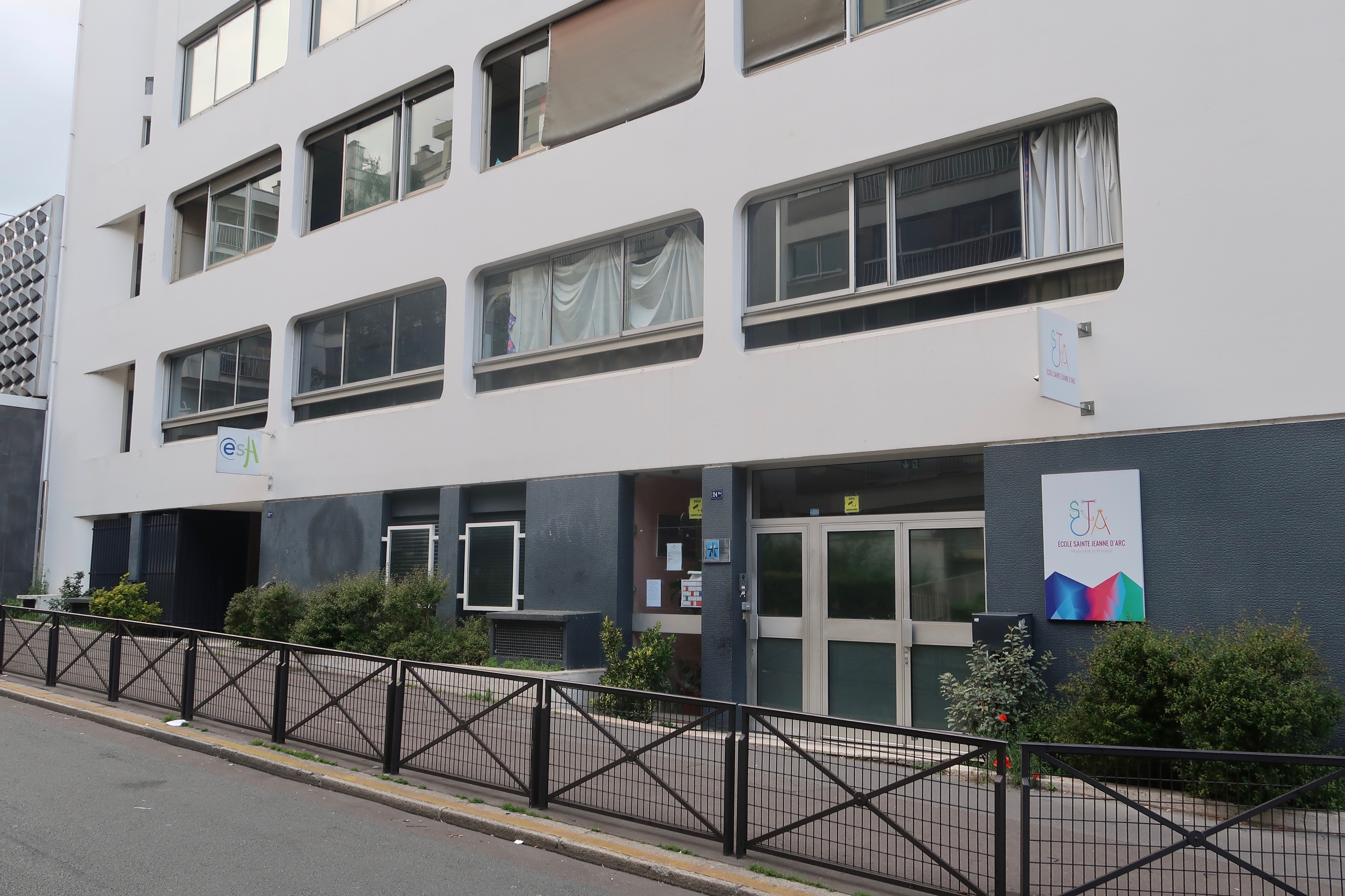
École Sainte-Jeanne-d'Arc au no 24.
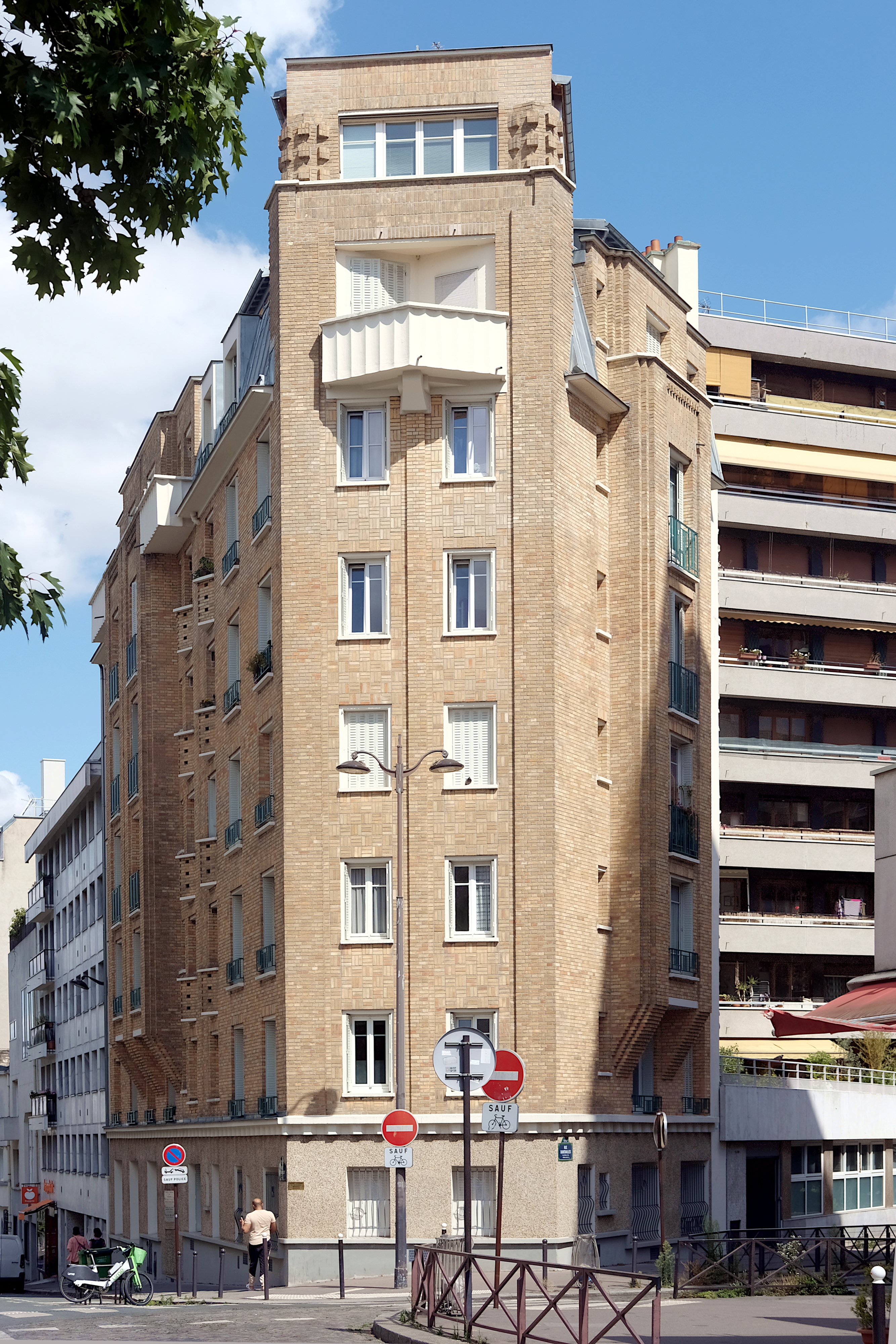
Immeuble d'angle avec la rue Xaintrailles.